# Didier Conrad
Didier Conrad (Marselha, 6 de maio de 1959) é um desenhista de história em quadrinhos franco-belga.
No começo da década de 1980 tornou-se conhecido por sua série Les Innommables. Em 10 de outubro de 2012 foi anunciado que iria assumir a publicação Asterix juntamente com o autor Jean-Yves Ferri.  É portanto o sucessor de Albert Uderzo.  O volume 35, Astérix chez les Pictes, foi publicado em 24 de outubro 2013. O volume 36, Le Papyrus de César foi lançado em 22 de outubro de 2015. O volume 37, Astérix et la Transitalique,foi lançado em 19 de outubro de 2017.
É casado com a também desenhista e autora de livros infantis Sophie Commenge com quem mora na Califórnia.